# Hermann Bauer
Pour les articles homonymes, voir Bauer.
Hermann Bauer, né le 22 juillet 1875 à Königsberg et mort le 11 février 1958 à Essen, est un officier de marine de la marine impériale allemande qui fut admiral en fin de carrière.

## Biographie
Hermann Bauer entre comme cadet (élève aspirant) de la marine impériale allemande (Kaiserliche Marine), le 9 avril 1892. Il fait son voyage de formation à bord de la frégate SMS Stosch, puis étudie à  l'école navale de Kiel pendant l'année scolaire 1892-1893 et navigue sur le navire-école SMS Moltke, puis sur le cuirassé SMS Deutschland. Il retourne à l'école navale pendant l'année scolaire 1894-1895 à l'issue de laquelle il est nommé sous-lieutenant. Il prend son service, le 30 septembre 1897, à bord du SMS Kurfürst Friedrich Wilhelm, et en décembre de la même année voyage à bord du paquebot Preußen pour se rendre dans la concession allemande de Kiautschou en Chine. Il prend alors son poste d'officier de quart sur le croiseur léger SMS Prinzeß Wilhelm et il est nommé enseigne de vaisseau le 12 avril 1898, puis lieutenant, le 1er janvier 1899. Il retourne en Allemagne en juillet 1899.
Il devient officier de quart sur le navire-école torpilleur, le SMS Blücher, du 1er octobre 1900 au 30 septembre 1903. Il est à la fin premier officier et commandant du IIe escadron de torpilleurs. Il passe ensuite, jusqu'au 30 juin 1905, à l'académie de marine de Kiel, afin de poursuivre sa formation d'officier supérieur. Il est nommé entre-temps lieutenant-capitaine, le 1er avril 1904. Il passe plusieurs années en service au IIe escadron de torpilleurs: il est commandant du torpilleur SMS D 9 (de), puis Flaggleutnant (c'est-à-dire aide de camp du chef d'escadre) pendant les grandes manœuvres de la flotte impériale, au sein de la IIe flottille de torpilleurs, puis en tant que commandant du torpilleur SMS S 125.
Bauer sert ensuite au bureau naval impérial (Reichsmarineamt équivalent au ministère de  la marine) au département des arsenaux, du 1er octobre 1906 au 30 septembre 1908. Il est alors officier de navigation sur le grand croiseur SMS Gneisenau et il est élevé au grade de korvettenkapitän, le 16 octobre 1909. Il est ensuite pendant un an premier officier sur le navire de ligne SMS Schlesien, puis pendant dix-huit mois aide-de-camp à l'arsenal impérial de Wilhelmshaven. Il commande le croiseur léger SMS Hamburg, du 9 novembre 1913 au 13 mars 1914, à la suite de quoi, il est versé dans la flotte des sous-marins.
Hermann Bauer devient chef de la Ie flottille de sous-marins. Il est chef de la flotte sous-marine, au début de la Première Guerre mondiale et nommé fregattenkapitän, le 16 avril 1915. Il commande le SMS Westfalen à partir du 24 juin 1917, jusqu'au 5 août 1918, et il est nommé quatre mois plus tard kapitän zur See. Il est à la tête à partir d'août du SMS Kaiser et peu de temps avant la fin de la guerre des SMS Oldenburg et SMS Nassau.
Après la fin de la guerre et l'écroulement de l'Empire, Bauer est commandant de la IIe division de torpilleurs, dans une marine allemande réduite et qui connaît des troubles révolutionnaires. Il dirige l'arsenal de Wilhelmshaven et il est nommé konteradmiral de la Reichsmarine (nouvelle appellation de la marine militaire allemande), le 1er avril 1922. Il est pendant l'été 1923 à la tête des bureaux navals de la direction de la marine, puis chef de la base navale de la mer du Nord. C'est à ce poste qu'il est nommé vizeadmiral, le 1er février 1925. Il est nommé chef de la direction de la marine, le 5 octobre 1928, élevé au titre d'admiral, le 30 novembre, et prend sa retraite.
L'amiral Dönitz, à la retraite, prononce un éloge funèbre sur sa tombe, à ses funérailles, le 11 février 1958.
Hermann Bauer est l'auteur d'un ouvrage, Das Unterseeboot, qui fut traduit par la US Navy à son usage.

## Décorations
- Croix de fer de IIe et Ire classe (1914)
- chevalier de l'ordre de la Maison de Hohenzollern
- Ordre de l'Aigle rouge de IVe classe
- Croix hanséatique de Hambourg
- Croix de Frédéric-Auguste de IIe et Ire classe
- Ordre de la couronne de Wurtemberg

## Source
- (de) Cet article est partiellement ou en totalité issu de l’article de Wikipédia en allemand intitulé « Hermann Bauer (Admiral) » (voir la liste des auteurs).